# Vila Nova de São Pedro
Vila Nova de São Pedro é uma povoação portuguesa do Município da Azambuja que foi sede da Freguesia de Vila Nova de São Pedro, freguesia que tinha 14,36 km² de área e 687 habitantes (2011), e, por isso, uma densidade populacional de 47,8 hab/km².
A Freguesia de Vila Nova de São Pedro foi extinta em 2013, no âmbito de uma reforma administrativa nacional, tendo sido agregada às freguesias de Manique do Intendente e Maçussa, para formar uma nova freguesia denominada União das Freguesias de Manique do Intendente, Vila Nova de São Pedro e Maçussa com sede em Manique do Intendente.
Havia sido criada em 1924, por desanexação da freguesia de Manique do Intendente.
É um importante sítio arqueológico da cultura calcolítica em Portugal.

## População
| População da freguesia de Vila Nova de São Pedro | População da freguesia de Vila Nova de São Pedro | População da freguesia de Vila Nova de São Pedro | População da freguesia de Vila Nova de São Pedro | População da freguesia de Vila Nova de São Pedro | População da freguesia de Vila Nova de São Pedro | População da freguesia de Vila Nova de São Pedro | População da freguesia de Vila Nova de São Pedro | População da freguesia de Vila Nova de São Pedro | População da freguesia de Vila Nova de São Pedro | População da freguesia de Vila Nova de São Pedro | População da freguesia de Vila Nova de São Pedro | População da freguesia de Vila Nova de São Pedro | População da freguesia de Vila Nova de São Pedro | População da freguesia de Vila Nova de São Pedro |
| ------------------------------------------------ | ------------------------------------------------ | ------------------------------------------------ | ------------------------------------------------ | ------------------------------------------------ | ------------------------------------------------ | ------------------------------------------------ | ------------------------------------------------ | ------------------------------------------------ | ------------------------------------------------ | ------------------------------------------------ | ------------------------------------------------ | ------------------------------------------------ | ------------------------------------------------ | ------------------------------------------------ |
| 1864                                             | 1878                                             | 1890                                             | 1900                                             | 1911                                             | 1920                                             | 1930                                             | 1940                                             | 1950                                             | 1960                                             | 1970                                             | 1981                                             | 1991                                             | 2001                                             | 2011                                             |
|                                                  |                                                  |                                                  |                                                  |                                                  |                                                  | 1 220                                            | 1 292                                            | 1 305                                            | 1 274                                            | 1 057                                            | 893                                              | 791                                              | 725                                              | 687                                              |

Criada pela Lei nº 1.630, de 16/07/1924, com lugares da freguesia de Manique do Intendente

## Património
- Castro de Vila Nova de São Pedro